# フアン・カバル
フアン・ダビド・カバル・ムリージョ（Juan David Cabal Murillo、2001年1月8日 - ）は、コロンビア・カリ出身のサッカー選手。セリエA・ユヴェントス所属。コロンビア代表。ポジションはディフェンダー。

## 経歴
13歳でアトレティコ・ナシオナルの下部組織に加入し、2019年にトップチームに昇格した。2022年には主力に定着し、2022年8月20日にエラス・ヴェローナFCへ移籍した。移籍初年度は11試合と出場機会が限られていたが、2シーズン目には22試合に出場し存在感を示した。
2024年7月18日、ユヴェントスFCへの移籍が発表された。契約期間は2029年6月までの5年間で、移籍金は1100万ユーロ。